# Aleuroparadoxus truncatus
Aleuroparadoxus truncatus là một loài côn trùng cánh nửa trong họ Aleyrodidae, phân họ Aleyrodinae.
Aleuroparadoxus truncatus được Russell miêu tả khoa học đầu tiên năm 1947.